# أرض اللواء (الجيزة)
أرض اللواء هي إحدى المناطق العشوائية بمحافظة الجيزة،،وشياخة في حي العجوزة، حسب إحصاءات سنة 2006، بلغ إجمالي السكان في أرض اللواء 83420 نسمة، منهم 42025 رجل و41395 امرأة.